# 阿弥陀ヶ峰
阿弥陀ヶ峰（あみだがみね）は、京都府京都市東山区の東山（桃山丘陵）にある山で、東山三十六峰のひとつに数えられる。
山名は、天平年間（729-749）に行基が阿弥陀如来を安置したことに由来する。周辺は、古くより葬送の地として有名であった鳥辺野が広がり、京都の三大墳墓地のひとつでもある。現在も東麓には京都市中央斎場がある。また、山頂からは京都盆地を一望できると共に、洛中と山科を結ぶ渋谷街道が北麓を通過しているため、戦略上の要地でもある。戦国時代には山頂付近に阿弥陀ヶ峰城が築かれていた。山頂には豊臣秀吉を祀る五輪塔が、登山口のある西麓には豊国廟、さらに1kmほど西には豊国神社が築かれている。
阿弥陀ヶ峰の西麓には京都女子大学があり、キャンパス北側を通る通称「女坂」が山頂へ続く登山道となっている。また、阿弥陀ヶ峰周辺の国有林は、森林環境教育の活動フィールドとして活用される「京女 鳥部の森」に指定されている。この「森」がある東麓を京都一周トレイルが通っているが、そちら側より直接山頂に登る山道は設定されていない。

## 文学における阿弥陀ヶ峰
- 「峰は、譲葉（ゆずるは）の峰、阿弥陀の峰、弥高（いやたか）の峰」（清少納言『枕草子』）
- 「寒けれど 窓ひらかせて みあぐれば 阿弥陀ヶ峯に 月ぞいでたる[5]」（佐紀子女王）

## アクセス
- 京阪本線七条駅より東へ1.4kmの位置に豊国廟登山口がある。登山口から山頂まで565段の石段[2]である。
- JR京都駅・阪急京都線京都河原町駅・京阪本線七条駅から京都女子大学前（豊国廟）まで、プリンセスラインの路線バスが運行されている。（女子学生以外も乗車可能な一般路線バスである）